# Procilia
Procilia is een geslacht van wantsen uit de familie van de Scutelleridae (Pantserwantsen). Het geslacht werd voor het eerst wetenschappelijk beschreven door Carl Stål in 1865.

## Soorten
Het genus bevat de volgende soorten:

- Procilia holosericea (Dohrn, 1863) Rédei & Tsai, 2022
- Procilia morgani (White, 1839)
- Procilia nigricornis (Signoret, 1854)
- Procilia praetoria Stål, 1865
- Procilia scintillans (Stål, 1864)